# Premio Nobel per la chimica
Il premio Nobel per la chimica è un'onorificenza di valore mondiale attribuita alle personalità che hanno apportato le migliori scoperte, invenzioni, tesi, innovazioni, ecc. nel campo della chimica. È stato istituito dal testamento di Alfred Nobel del 1895 ed è stato assegnato per la prima volta nel 1901, come gli altri premi istituiti da Nobel stesso. Il riconoscimento è gestito dalla Fondazione Nobel e viene assegnato dall'Accademia reale svedese delle scienze su proposta di un comitato composto da cinque membri. Il premio viene consegnato durante l'annuale cerimonia che si tiene a Stoccolma il 10 dicembre, anniversario della morte di Nobel.
Il premio, che non è stato assegnato in otto occasioni (1916, 1917, 1919, 1924, 1933, 1940, 1941 e 1942), consiste in una somma di denaro (otto milioni di corone svedesi nel 2013), un diploma personalizzato per ogni vincitore e una medaglia d'oro recante l'effigie di Alfred Nobel.

## L'istituzione del premio
Nobel scrisse nelle sue ultime volontà che il suo patrimonio avrebbe dovuto essere usato per creare una serie di premi da assegnare a coloro che avessero conseguito i maggiori traguardi a beneficio dell'umanità, in fisica, chimica, pace, fisiologia o medicina, letteratura. Benché Nobel abbia scritto diversi testamenti durante la sua vita, l'ultimo risale a poco più di un anno prima della sua morte e venne firmato nel club norvegese-svedese di Parigi il 27 novembre 1895. Il 94% del patrimonio di Nobel (pari a 31 milioni di corone svedesi dell'epoca) venne utilizzato per fondare e finanziare i cinque premi. A causa dello scetticismo intorno al testamento, solo il 26 aprile 1897 venne approvato dal parlamento norvegese. Gli esecutori testamentari erano Ragnar Sohlman e Rudolf Lilljequist, che crearono la Fondazione Nobel allo scopo di occuparsi del patrimonio e dei premi.
Poco dopo l'approvazione del testamento venne istituito il Comitato per il Nobel norvegese (che assegna il premio per la pace) e ne vennero scelti i membri. Successivamente vennero istituite le altre organizzazioni: l'Istituto Karolinska il 7 giugno (premio per la medicina), l'Accademia svedese il 9 giugno (premio per la letteratura) e l'accademia reale delle scienze l'11 giugno (premi per la fisica e la chimica). La Fondazione Nobel raggiunse quindi un accordo sulle linee guida secondo le quali assegnare i premi. Nel 1900 il nuovo statuto della Fondazione venne promulgato da re Oscar II di Svezia.

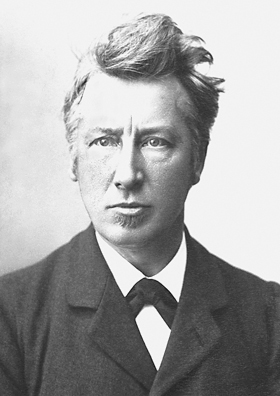
Jacobus Henricus van 't Hoff (1852–1911), il primo scienziato insignito del premio Nobel per la chimica, assegnato per la sua scoperta delle leggi sull'equilibrio chimico e sulla pressione osmotica nelle soluzioni diluite

## Cerimonia di premiazione
Solitamente l'istituto che assegna il premio annuncia il nome del vincitore in ottobre. Il premio viene poi consegnato in una cerimonia formale che si tiene a Stoccolma il 10 dicembre, quando ogni vincitore riceve tre oggetti: un diploma, una medaglia e un certificato che attesta l'ammontare del premio. Possono essere selezionati un massimo di tre vincitori e due diversi studi per ogni anno. Dal 2001 è stato dotato di dieci milioni di corone svedesi.

## Processo di nomina e selezione
I vincitori del premio Nobel per la chimica vengono selezionati da un comitato di cinque membri eletto dall'Accademia reale svedese delle scienze. In prima battuta viene chiesto a circa 3.000 scienziati specializzati in chimica di nominare dei candidati. I nomi dei candidati non vengono mai resi pubblici e gli scienziati stessi non vengono a conoscenza di essere stati presi in considerazione per il premio (le liste rimangono sigillate per 50 anni). Questa lista viene poi discussa dal comitato di esperti nome per nome, fino a quando non rimane un elenco di circa 250-300 nomi, inviato a selezionati esperti del settore, che scelgono una lista ristretta e scrivono al comitato una serie di raccomandazioni sui nomi scelti. A quel punto il comitato dell'Accademia reale delle scienze procede all'ultima scrematura e manda un report con le sue conclusioni e raccomandazioni all'Accademia delle scienze. I membri dell'Accademia si incontrano in due diverse occasioni per procedere alla decisione finale sul vincitore, che viene deciso tramite votazione inappellabile.
Benché non sia permesso nominare scienziati dopo la loro morte, è possibile che il premio venga assegnato a persone decedute nei mesi che intercorrono fra il processo di nomina e la decisione finale da parte del comitato.
Il premio viene assegnato a scoperte che siano "durature nel tempo", in pratica è necessario che passi un certo lasso di tempo fra la scoperta (o il lavoro teorico) e la nomina in modo da verificarne l'effettivo impatto nel mondo della chimica. Questo lasso di tempo è tipicamente dell'ordine di circa 20 anni (ma può essere anche significativamente maggiore), il che significa che diversi scienziati non vivono abbastanza a lungo per essere presi in considerazione per la nomina. Un esempio è quello di Rosalind Franklin, scopritrice della struttura del DNA: la sua cristallografia a raggi X che ha permesso di comprendere la forma a elica del DNA venne accettata solo dopo la sua morte; lei non poté dunque essere insignita del premio Nobel, che andò a James Watson, Francis Crick e Maurice Wilkins.

## I premi
Un vincitore del premio Nobel riceve una medaglia, un diploma e una somma in denaro.

### Le medaglie
Le medaglie vengono coniate in oro da Myntverket in Svezia fin dal 1902. Sul fronte si trova il profilo sinistro di Alfred Nobel con gli anni di nascita e morte (1833 e 1896), scritti in numeri romani. Il retro invece rappresenta la dea Natura con in mano una cornucopia, coperta da un velo tenuto in mano dalla Scienza. La medaglia è stata disegnata da Erik Lindberg.

### I diplomi
Ogni vincitore del premio Nobel per la chimica riceve un diploma direttamente dalle mani del re di Svezia. Ognuno dei diplomi consegnati ha un disegno unico, creato dall'Accademia reale delle scienze per ognuno dei premiati. Il diploma contiene un'immagine (un vero e proprio piccolo quadro) sulla sinistra e, sulla destra, il nome del vincitore del premio e la motivazione con cui il premio stesso è stato assegnato.

### Premio in denaro
A ogni vincitore del premio Nobel viene data una somma di denaro: fra il 2001 e il 2011 questa somma fu pari a 10 milioni di corone svedesi, mentre a partire dal 2012, a causa di un taglio nel budget, esso è pari a 8 milioni di corone. Negli anni in cui vi sono due vincitori in una stessa categoria, il premio viene diviso equamente fra di loro; negli anni in cui i vincitori sono tre (come ad esempio successo nel 2013), il comitato può decidere di dividere il premio in tre parti uguali oppure in metà a uno dei vincitori e un quarto a testa agli altri due.